# Bendt Lindhardt
Bendt Lindhardt (n. 30 august 1804, Nyborg, regiunea Syddanmark, Danemarca – d. 1 februarie 1894, Comuna Holbæk, regiunea Sjælland, Danemarca) a fost un pastor danez și membru al Parlamentului danez între 1853-1854.
Lindhardt a fost fiul negustorului Lindhardt Holgersen. A absolvit facultatea la Nyborg în 1822 și a fost meditator în Faxe și în Margretelund, la vest de Faxe, între 1823 și 1825. În 1831 a trecut examenul de teologie și în 1832 a devenit capelan în parohia Ørbæk, la vest de Nyborg. A devenit catehet în Ribe în 1836 și preot paroh în parohia Farup de lângă Ribe în 1841 și în parohiile Jyderup și Holmstrup între 1862-1889.
A fost ales în Parlament în circumscripția a treia a comitatului Ribe (Ribekredsen) la alegerile generale din 27 mai 1853 și a fost deputat până la alegerile din 1 decembrie 1854, când nu a mai candidat pentru realegere.
Lindhardt a fost numit Cavaler al Ordinului Dannebrog în 1882.

## Familie:
Soția:
Johanne Thomasine Nicoline Lauritsdatter Prom (1806-1897).
Copii:
Vincent Charles Lindhardt (1850-1922).
Lauritz Christian Lindhardt (n. 1842), profesor și Cavaler al Dannebrogului
Nepoți:
Knud Hee Lindhardt, general și Cavaler al Ordinului Dannebrog
Holger Lindhardt, dentist în Rønne
Strănepoți:
Orla Holger Lindhardt, mecanic și luptător al rezistenței
descendent în viață: 
Claes Lindhardt, autor de cărți pentru copii și arcaș